# Epiophlebia laidlawi
Epiophlebia laidlawi är en trollsländeart som beskrevs av Tillyard 1921. Epiophlebia laidlawi ingår i släktet Epiophlebia och familjen Epiophlebiidae. IUCN kategoriserar arten globalt som nära hotad. Inga underarter finns listade i Catalogue of Life.

## Bildgalleri

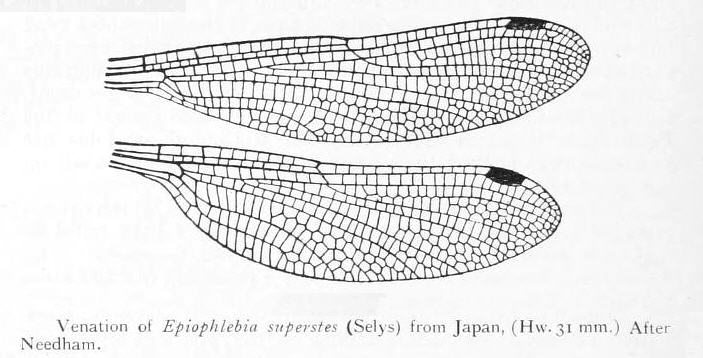
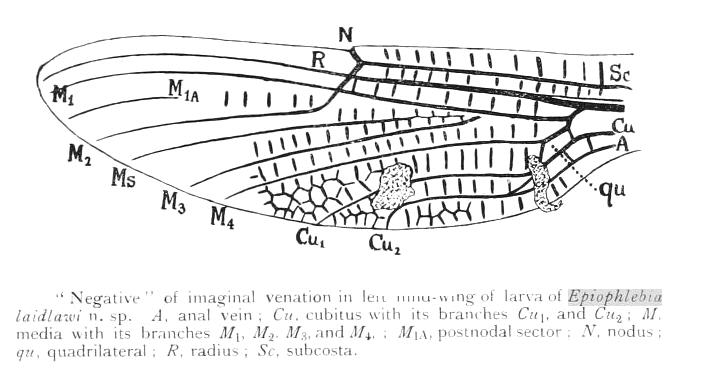
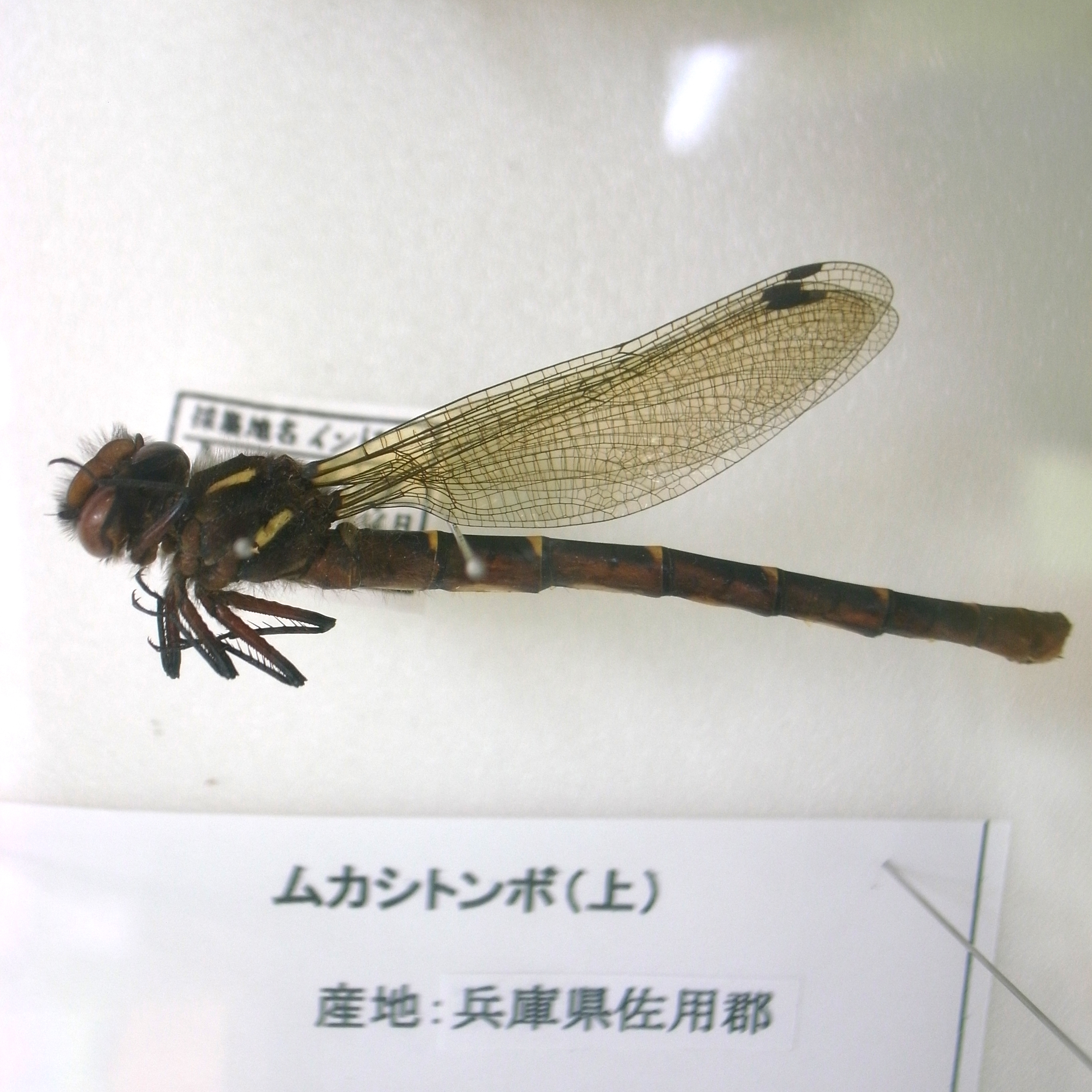